# Terminator orientalis
Terminator orientalis là một loài tò vò trong họ Ichneumonidae.